# Entropia ca disipare a energiei
În termodinamică interpretarea entropiei ca măsură a disipării energiei a fost făcută pe baza viziunii tradiționale, introdusă de Ludwig Boltzmann, a entropiei ca o măsura cantitativă a dezordinii. Un susținător timpuriu al concepției de disipare a energiei a fost Edward A. Guggenheim în 1949, folosind expresia „împrăștiere”.
În această abordare alternativă, entropia este o măsură a „disipării” sau „împrăștierii” energiei la o anumită temperatură. Modificările entropiei pot fi legate cantitativ de raportul dintre distribuția sau schimbul de energie dintr-un sistem termodinamic și temperatura acestuia.
Unii profesori consideră că ideea de disipare a energiei este mai ușor de înțeles decât abordarea tradițională. Conceptul a fost folosit pentru a facilita predarea entropiei studenților de la chimie și biologie.

## Istoric
Conceptul de „disipare a energiei” a fost folosit în articolul din 1852 On a Universal Tendency in Nature to the Dissipation of Mechanical Energy de de Lord Kelvin. El a făcut deosebirea între două tipuri sau „rezerve” de energie mecanică: „statică” și „dinamică” și a discutat despre modul în care aceste două tipuri de energie se pot transforma dintr-o formă în alta în timpul unei transformări termodinamice. Când căldura este creată de un proces ireversibil (cum ar fi frecarea) sau când căldura este difuzată prin conducție, energia mecanică este disipată și este imposibil să se restabilească starea inițială.
Folosind cuvântul „împrăștiere”, un susținător timpuriu al conceptului de disipare a energiei a fost Edward A. Guggenheim. La mijlocul anilor 1950, odată cu dezvoltarea teoriei cuantice a câmpurilor, cercetătorii au început să vorbească despre modificările entropiei în termeni de amestecare sau „împrăștiere” a energiei totale a fiecărui constituent al unui sistem, asupra nivelurilor de energie particularizat cuantificate, cum ar fi cele ale reactanților și produșilor unei reacții chimice.
În 1984 profesorul de chimie fizică de la Oxford, Peter Atkins, în cartea The Second Law, scrisă pentru publicul larg, a prezentat în termeni simpli o interpretare intuitivă a ceea ce el a numit „entropia infinit de neînțeles”, descriind a doua lege a termodinamicii prin „energia tinde să se disperseze”. Analogiile sale au apelat la o ființă inteligentă imaginară, numită „Demonul lui Boltzmann”, care aleargă în jurul reorganizării și disipării energiei, pentru a arăta modul în care W din formula entropiei a lui Boltzmann⁠(d) se referă la disiparea energiei. Această disipare este propagată prin vibrații și coliziuni atomice. Atkins a scris: „fiecare atom are energie cinetică, iar împrăștierea atomilor împrăștie energia... prin urmare, ecuația Boltzmann⁠(d) surprinde aspectul disipării: împrăștierea entităților care au energie.”
În 1997 John Wrigglesworth a descris distribuțiile spațiale ale particulelor ca fiind reprezentate de distribuțiile stărilor de energie. Conform celui de al doilea principiu al termodinamicii, sistemele izolate vor tinde să redistribuie energia sistemului într-un aranjament mai probabil sau într-o distribuție a energiei cu probabilitate maximă, adică de la aceea de a fi concentrată la aceea de a fi împrăștiată. În virtutea primului principiu al termodinamicii, energia totală nu se modifică; însă ea tinde să se împrăștie în spațiul la care are acces. În a sa Termodinamică statistică din 1999, M.C. Gupta a definit entropia ca o funcție care măsoară modul în care energia se disipează atunci când un sistem trece de la o stare la alta. Alți autori care definesc entropia într-un mod care înfățișează disiparea energiei sunt Cecie Starr și Andrew Scott.
Într-un articol din 2000 fizicianul Daniel F. Styer a arătat că exprimarea „entropia ca dezordine” nu este potrivită. Într-un articol din 2002 din Journal of Chemical Education, Frank L. Lambert a argumentat că afirmația că entropia este „dezordinea” este confuză și ar trebui abandonată. El a continuat să recomande profesorilor de chimie, echivalând creșterea entropiei cu disiparea spontană a energiei, să descrie variația entropiei drept cât de multă energie este împrăștiată într-un proces sau cât de mult se disipează la o anumită temperatură.

## Comparații cu abordarea tradițională
Termenul „entropie” a fost folosit încă de la începutul istoriei termodinamicii clasice, iar odată cu dezvoltarea termodinamicii statistice și a teoriei cuantice, modificările entropiei au fost descrise în termeni de amestecare sau împrăștiere a energiei totale a fiecărui constituent al unui sistem la nivelurile sale particulare de energie cuantificată.
Astfel de descrieri au tendința de a fi folosite împreună cu termeni folosiți în mod obișnuit, cum ar fi dezordine și aleatoriu, care sunt ambigui, și al căror sens cotidian este altceva decât ceea ce se intenționează să însemne în termodinamică. Nu numai că această situație provoacă confuzie, dar și împiedică predarea termodinamicii. Studenților li s-a cerut să înțeleagă semnificații care contrazic în mod direct experiența lor de toate zilele, echilibrul fiind echivalat cu „dezordine internă perfectă”, iar amestecarea laptelui în cafea de la haos aparent la uniformitate fiind descrisă ca o trecere de la o stare ordonată la una dezordonată.
Descrierea entropiei ca fiind cantitatea de „amestecare” sau „dezordine”, precum și natura abstractă a mecanicii statistice care fundamentează această noțiune, pot duce la confuzie și la dificultăți considerabile pentru cei care încep studiul. Chiar dacă cursurile puneau accent pe microstări și niveluri de energie, majoritatea studenților nu au putut depăși noțiunile simpliste de „aleatoriu” sau „dezordine”. Mulți dintre cei care au învățat exersând calcule nu au înțeles bine semnificațiile intrinseci ale ecuațiilor și a fost nevoie de explicații calitative ale relațiilor termodinamice.

## Descriere
Creșterea entropiei într-un proces termodinamic poate fi descrisă în termeni de „disipare a energiei” și de „împrăștiere a energiei”, evitând în același timp menționarea „dezordinii”, cu excepția cazului în care se explică concepții greșite. Toate explicațiile despre unde și cum se împrăștie sau se răspândește energia au fost reformulate în termeni de disipare a energiei, astfel încât să sublinieze semnificația calitativă subiacentă. În această abordare, principiul al doilea al termodinamicii este introdus ca „Energia se disipează spontan de la a fi localizată la a deveni împrăștiată dacă nu este împiedicată să facă acest lucru”, adesea apelând la experiențe obișnuite, cum ar fi căderea unei stânci, răcirea unei tigăi fierbinți, ruginirea fierului, ieșirea aerului dintr-o anvelopă perforată și gheața care se topește într-o cameră caldă. Entropia este apoi descrisă ca un tip sofisticat de etalon „înainte și după” – măsurând cât de multă energie este disipată în timp ca urmare a unui proces, cum ar fi încălzirea unui sistem, sau cât de mult este împrăștiată energia după ce se întâmplă ceva comparativ cu starea sa anterioară, într-un proces precum destinderea gazelor sau amestecarea fluidelor (la temperatură constantă). Ecuațiile sunt aplicate referindu-se la experiențele obișnuite, accentuând că în chimie energia pe care entropia o măsoară ca disipată provine din energia internă a moleculelor.
În această abordare, principiul al doilea al termodinamicii este introdus în forma „Energia se dispersează spontan de la a fi localizată la a deveni răspândită dacă nu este împiedicată să facă acest lucru”, adesea în contextul experiențelor comune, cum ar fi căderea unei stânci, o tigaie fierbinte care se răcește, fierul ruginește, aerul lasă o anvelopă perforată și gheața se topește într-o cameră caldă. Entropia este apoi descrisă ca un tip sofisticat de etalon „înainte și după” - măsurând cât de multă energie este distribuită în timp ca urmare a unui proces, cum ar fi încălzirea unui sistem, sau cât de larg este răspândită energia după ce se întâmplă ceva în comparație. cu starea sa anterioară, într-un proces precum expansiunea gazelor sau amestecarea fluidelor (la temperatură constantă). Ecuațiile sunt explorate cu referire la experiențele comune, cu accent că în chimie energia pe care entropia o măsoară ca dispersare este energia internă a moleculelor.
Interpretarea statistică este legată de mecanica cuantică în descrierea modului în care energia este distribuită (cuantificată) între molecule la niveluri de energie specifice, cu toată energia macrostării fiind întotdeauna cea a unei singure microstări la un moment dat. Entropia este descrisă ca măsurarea disipării energiei unui sistem prin numărul de microstări accesibile, numărul de aranjamente diferite ale întregii sale energii în momentul următor. Astfel, o creștere a entropiei înseamnă un număr mai mare de microstări pentru starea finală decât pentru starea inițială, prin urmare mai multe aranjamente posibile ale energiei totale a unui sistem într-un moment. Aici, o mai mare „disipare a energiei totale a unui sistem” înseamnă existența mai multor posibilități.
Mișcarea continuă și coliziunile moleculare vizualizate ca fiind ca niște bile care se ciocnesc fiind acționate de aer, așa cum sunt utilizate într-o loterie, pot duce apoi la arătarea posibilităților multor distribuții Boltzmann⁠(d) și la schimbarea continuă a „distribuției instantanee” și la ideea că atunci când sistemul se schimbă, moleculele dinamice vor avea un număr mai mare de microstări în care se pot afla. În această abordare, toate întâmplările fizice spontane de zi cu zi și reacțiile chimice sunt descrise ca implicând un anumit tip de fluxuri de energie de la localizare sau concentrare până la răspândire într-un spațiu mai mare, întotdeauna într-o stare dintr-un număr mai mare de microstări.
Această abordare oferă o bază bună pentru înțelegerea abordării convenționale, cu excepția cazurilor foarte complexe în care relația calitativă dintre disiparea energiei și variația entropiei poate fi atât de indisolubil ascunsă încât este discutabilă. Astfel, în situații precum entropia amestecării, când cele două sau mai multe substanțe diferite care sunt amestecate sunt la aceeași temperatură și presiune, astfel încât nu va exista un schimb net de căldură sau de lucru mecanic, creșterea entropiei se va datora literal disipării din energia cinetică a fiecărei substanțe în volumul final combinat, mai mare. Moleculele energetice ale fiecărei componente devin mai separate una de cealaltă decât ar fi în stare pură, când se ciocnesc doar cu molecule adiacente identice, ceea ce duce la o creștere a numărului de microstări în care se pot afla.